# Modderit
Modderit ist ein sehr selten vorkommendes Mineral aus der Mineralklasse der „Sulfide und Sulfosalze“ mit der idealisierten chemischen Zusammensetzung CoAs und damit chemisch gesehen ein Cobaltarsenid, genauer Cobalt(III)-arsenid, mit dem Stoffmengenverhältnis von Cobalt : Arsen = 1 : 1. Aufgrund der chemischen Verwandtschaft der Arsenide mit den Sulfiden bilden diese eine gemeinsame Klasse.
Da bei natürlich entstandenen Modderiten meist ein geringer Teil des Cobalts durch Eisen ersetzt (substituiert) ist, wird die chemische Zusammensetzung in verschiedenen Quellen auch als Mischformel mit (Co,Fe)As angegeben. Die in den runden Klammern angegebenen Elemente können sich dabei in der Formel jeweils gegenseitig vertreten, stehen jedoch immer im selben Mengenverhältnis zum Arsenanteil des Minerals.
Modderit kristallisiert im orthorhombischen Kristallsystem, konnte jedoch bisher nur in Form winziger Körner bis etwa 0,05 mm Durchmesser und in derben Aggregaten gefunden werden. Das Mineral ist im Allgemeinen undurchsichtig und weist auf den Oberflächen der stahlgrauen bis schwarzen oder bläulichweißen Körner einen metallischen Glanz auf.

## Etymologie und Geschichte

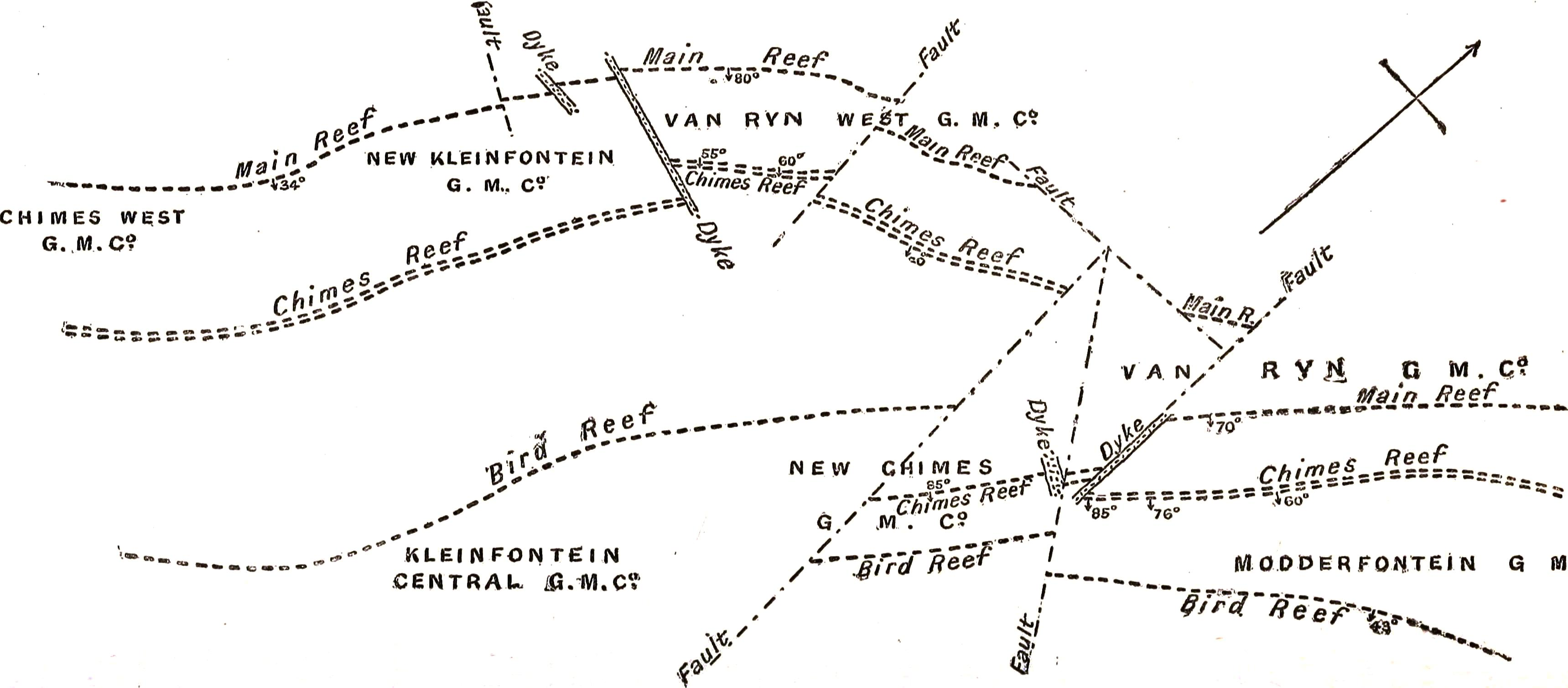
Historische Karte von 1898 mit der Lage von Modderfontein (rechts unten)

Erstmals entdeckt wurde Modderit in der Gold-Minen Modderfontein (auch Modderfontein ‘B‘) bei Springs und New Modderfontein bei Benoni am Witwatersrand in der damaligen südafrikanischen Provinz Transvaal. Die Erstbeschreibung erfolgte 1923 durch Richard A. Cooper (1890–1972), der das Mineral nach dessen Typlokalität benannte.
Das Typmaterial des Minerals wird im National Museum of Natural History in Washington, D.C. in den USA unter der Katalog-Nr. 161217 aufbewahrt.
Da der Modderit bereits lange vor der Gründung der International Mineralogical Association (IMA) 1958 bekannt und als eigenständige Mineralart anerkannt war, wurde dies von ihrer Commission on New Minerals, Nomenclature and Classification (CNMNC) übernommen. Sie bezeichnet den Modderit als sogenanntes „grandfathered“ (G) Mineral. Die ebenfalls von der IMA/CNMNC anerkannte Kurzbezeichnung (auch Mineral-Symbol) von Modderit lautet „Mod“.
Als synthetische Verbindung war das Cobaltarsenid CoAs bereits vor der Entdeckung des Mineral bekannt, da sie leicht herzustellen ist.

## Klassifikation
Bereits in der veralteten 8. Auflage der Mineralsystematik nach Strunz gehörte der Modderit zur Mineralklasse der „Sulfide und Sulfosalze“ und dort zur Abteilung der „Sulfide mit dem Stoffmengenverhältnis M : S = 1 : 1“, wo er als einziges Mitglied eine unbenannte Gruppe mit den Eigenschaften „NiAs-Typus und Verwandte“ und „gering deformierte NiAs-Struktur“ mit der Systemnummer II/B.09c bildete.
Im zuletzt 2018 überarbeiteten und aktualisierten Lapis-Mineralienverzeichnis nach Stefan Weiß, das sich im Aufbau noch nach dieser alten Form der Systematik von Karl Hugo Strunz richtet, erhielt das Mineral die System- und Mineral-Nr. II/C.19-040. In der „Lapis-Systematik“ entspricht dies der der Abteilung „Sulfide mit Metall : S,Se,Te ≈ 1 : 1“, wo Modderit zusammen mit Achávalit, Heideit, Jaipurit, Pyrrhotin, Smythit, Troilit und Westerveldit eine ebenfalls unbenannte Gruppe mit der Systemnummer II/C.19 bildet.
Die von der International Mineralogical Association (IMA) zuletzt 2009 aktualisierte 9. Auflage der Strunz’schen Mineralsystematik ordnet den Modderit ebenfalls in die Abteilung der „Metallsulfide, M : S = 1 : 1 (und ähnliche)“ ein. Diese ist allerdings weiter unterteilt nach den in der Verbindung vorherrschenden Metallen, so dass das Mineral entsprechend seiner Zusammensetzung in der Unterabteilung „mit Nickel (Ni), Eisen (Fe), Cobalt (Co) usw.“ zu finden ist, wo es als Namensgeber die „Westervelditgruppe“ mit der Systemnummer 2.CC.15 und den weiteren Mitgliedern Cherepanovit, Ruthenarsenit und Westerveldit bildet.
Auch die vorwiegend im englischen Sprachraum gebräuchliche Systematik der Minerale nach Dana ordnet den Modderit in die Klasse der „Sulfide und Sulfosalze“ und dort in die Abteilung der „Sulfidminerale“ ein. Hier ist er als einziges Mitglied in der unbenannten Gruppe 02.08.18 innerhalb der Unterabteilung „Sulfide – einschließlich Seleniden und Telluriden – mit der Zusammensetzung AmBnXp, mit (m+n):p=1:1“ zu finden.

## Chemismus
Die theoretische Zusammensetzung von CoAs besteht aus 44,03 % Cobalt und 55,97 % Arsen. Natürlicher Modderit kann allerdings bis etwa 9 % Eisen enthalten.
Die Analyse von 11 Körnern aus dem Rayon Daşkəsən (auch Dashkesan) in Aserbaidschan mit der Elektronenstrahlmikroanalyse ergab eine durchschnittliche Zusammensetzung von 35,3 bis 41,3 % Cobalt, 3,1 bis 9,9 % Eisen, 0,04 % Nickel und 55,9 bis 57,5 % Arsen. Dies entspricht einer idealisierten, empirischen Zusammensetzung (Co0.89Fe0.12)As.

## Kristallstruktur
Modderit kristallisiert orthorhombisch in der Raumgruppe Pmcn (Raumgruppen-Nr. 62, Stellung 5) mit den Gitterparametern a = 3,46 Å; b = 5,87 Å und c = 5,29 Å sowie vier Formeleinheiten pro Elementarzelle.

## Bildung und Fundorte
An seiner Typlokalität Modderfontein und New Modderfontein am Witwatersrand in Südafrika fand sich das Mineral in den Schwermineral-Konzentraten. Als Begleitminerale konnten hier Alloklas, Chalkopyrit, Cobaltit, Glaukodot, Nickelin, Pentlandit, Pyrrhotin und Safflorit nachgewiesen werden.
In den von Paul Ramdohr untersuchten Konzentraten, die er von Traugott Wilhelm Gevers aus Johannesburg erhielt, fand sich ein Mineral, dass Modderit sein könnte, aber auch eine artenreiche Paragenese aus mehreren unbekannten Erzen, die eine eindeutige Bestimmung erschwerten.
Als weitere Fundorte sind bisher (Stand 2018) nur noch die „Redbed“-Lagerstätte Littleham Bay, ein durch fein verteilten Hämatit intensiv rot gefärbtes Sand- oder Tongestein, bei Budleigh Salterton in der englischen Grafschaft Devon sowie die Blei-Zink-Cobalt-Nickel-Lagerstätte Kalangu am Tamu-Kalangu-Gürtel im Kreis Akto des Kirgisischen Autonomen Bezirks Kizilsu (auch Kezilesu) in China bekannt.

## Verwendung
Synthetisch hergestellter Modderit (Cobalt(III)-Arsenid) wird als Halbleiter und in photooptischen Geräten verwendet.